# Dysderina plena
Dysderina plena är en spindelart som beskrevs av Octavius Pickard-Cambridge 1894.
Dysderina plena ingår i släktet Dysderina och familjen dansspindlar. Inga underarter finns listade i Catalogue of Life.